# 独孤庠
独孤庠（?—?），字賢府，唐朝官员，祖籍中山郡，独孤永业的后裔，后来定居河南洛陽。常州刺史獨孤及的孙子，祕書少監獨孤郁的儿子。
独孤庠父亲去世的时候才十歲，有至性，听到呼喊父亲官职及弔客前來，就要號哭哀慟幾乎昏絕。後登进士第，唐宣宗大中年间担任侍郎。官至尚書丞。